# Spaarverzekering (België)
Een spaarverzekering (tak 21) is in België een spaarformule die niet afhangt van een bank zoals gebruikelijk, maar van een verzekeraar.
Bij een spaarverzekering betaalt de verzekerde premies die een bepaalde basisrente opbrengen, die wordt aangevuld met een winstdeelname. Die premies zijn flexibel en het geld kan ook flexibel worden opgenomen.
Vaak neemt men als looptijd voor deze verzekeringen 8 jaar en 1 dag. Bij een looptijd tot 8 jaar moet men immers 30% roerende voorheffing betalen op de rente. De winstdeelname is belastingsvrij. Bij een kortere looptijd wordt vaak een clausule ingeschreven dat bij overlijden een uitkering van 130% van het gespaarde kapitaal moet uitgekeerd worden aan een begunstigde, zo vervalt ook de plicht om roerende voorheffing te betalen. Bij vervroegde opname betaal je roerende voorheffing (momenteel  30%) op een fictief rendement van 4,75%.
Een spaarverzekering is een type verzekering; dit type verzekeringen wordt door de Belgische FSMA een tak 21-verzekering genoemd.
Sinds 1 januari 2006 hield de Belgische fiscus 1,1% belasting in op de premie, wat de afsluiting van die contracten gevoelig deed afnemen. Sinds 1 januari 2013 is de premietaks verhoogd tot 2%.